# Richard Beckhard
 (février 2023).
Richard Beckhard est un théoricien des organisations et professeur américain, né en 1918 et mort le 28 décembre 1999 à New York. Il est connu pour avoir été professeur à la Massachusetts Institute of Technology et avoir été l'un des pionniers du développement organisationnel.

## Biographie
Il commence sa carrière dans le théâtre où il est acteur, puis régisseur de Broadway. Il participe notamment pendant la Seconde Guerre mondiale au divertissement des troupes dans le Pacifique.
En 1950, grâce à son expertise théâtrale il est remarqué par les fondateurs de l'organisation National Training Laboratories qui lui demandent d'améliorer la mise en scène des sessions d'entrainements de l'organisation. Il participe lui même aux groupes d'entrainements qui lui permettent de stimuler sa pensée sur les relations entre les groupes et les problèmes rencontrées par les dirigeants d'entreprises.
De 1963 à 1984, il est professeur à l'école Sloan School of Management, de l'Université américaine Massachusetts Institute of Technology.

## Travaux et publications

### Travaux
À la fin des années 1950, avec la participation de Douglas McGregor et Dewey Balch, ils élaborent un projet qui a pour but de faciliter le processus de changement des organisations, qu'ils nomment le développement organisationnel. Il travaille aussi avec l'aide de nombreux dirigeants d'entreprises.
Dans les années 1960, avec ses collègues Warren Bennis et Edgar Schein, il lance des séries d'ouvrages sur le développement organisationnel.
Beckhard rédige en tout 8 livres et de nombreux articles sur ce domaine, et fonde en 1967 une organisation du nom de Organization Development Network, spécialisée dans cette discipline. 
Il définit le développement organisationnel comme un « effort planifié, à l'échelle de l'organisation, dirigé au sommet, pour augmenter l'efficacité et la santé de l'organisation, par des interventions planifiées dans les processus de l'organisation, en utilisant les connaissances en sciences du comportement »,.

### Publications
- (en) Richard Beckhard, Organization Development : Strategies and Models, Addison-Wesley, 1er juin 1969 (ISBN 0201004488)